# Hochrieshütte
Die Hochrieshütte (auch Hochrieshaus genannt) ist eine Schutzhütte der Sektion Rosenheim des Deutschen Alpenvereins, in 1569 m ü. NHN Höhe auf dem Gipfel der Hochries. Sie befindet sich in den Chiemgauer Alpen am Treffpunkt der Gemeindegrenzen von Frasdorf, Samerberg und Aschau im Chiemgau im oberbayerischen Landkreis Rosenheim.

## Geschichte
Die Hochrieshütte wurde am 4. Januar 1914 eingeweiht und zum Besuch freigegeben, sie war die erste Schihütte im ganzen Gebiet des Deutschen und Österreichischen Alpenvereins. Im Rahmen der II. Rosenheimer Schiläufe, veranstaltet von der Sektion Rosenheim und der Schneeschuhriege des TSV 1860 Rosenheim, fanden am 1. März 1914 auf der Hochries, ein Alpiner Hindernislauf vom Gipfel zur Hochrieshütte und ein Langlauf vom Gipfelhaus nach Frasdorf, statt. Einige Monate nach diesen Ereignissen brach der Erste Weltkrieg aus.
Die Hochrieshütte war dem Ansturm nicht mehr gewachsen, deshalb wurde die Schihütte 1933 mit einem Ausbau zu einem Unterkunftshaus erweitert. Mit der Hüttenerweiterung allein war es nicht getan, es musste noch eine dauerhafte Wasserversorgung sichergestellt werden, deshalb wurde eine moderne Widderanlage die das Wasser 420 m hochpumpte angeschafft. Ab 1. Juni 1934 übernahm ein Pächter den in Zukunft ganzjährigen Wirtschaftsbetrieb.
Auf der Jahreshauptversammlung 1956 wurde ein Neubau der Hochrieshütte genehmigt, er sollte nun unterkellert und aus Natursteinen als Massivbau erstellt werden. Um die nötigen Geldmittel aufzubringen, wurde die Seitenalm mit der Rosenheimer Hütte verkauft. Die Sektion behielt nur das Gipfelgrundstück. Am 14. Juli 1958 fiel der Startschuss, die erste von 80 Sprengungen wurde gezündet. Zwischendurch gingen der Sektion die Geldmittel aus, sodass 1960 gerade noch das Dachgeschoss ausgebaut werden konnte. Erst 1968 ermöglichte ein Darlehen des Deutschen Alpenvereins die Fertigstellung. Seit dem Bau der Hochriesbahn 1973 kamen eine Menge Gäste auf die Hütte und spülten wieder Geld in Kasse der Sektion. Die alte Hütte wurde 1980 abgerissen, dort entstand ein Anbau für die neue Hütte, in dem eine weitere Gaststube und ein Wohnraum für die Wirtsleute untergebracht sind. Des Weiteren wurde 1994 die Gaststube und Küche erneuert, 2006 ein neuer Windfang eingebaut sowie 2015 ein neues Schlafhaus und Materiallager errichtet. Inzwischen verfügt die Hütte für Übernachtungsgäste über verschiedene Schlafmöglichkeiten mit neu renovierten Drei- und Vierbettzimmern mit eigenem WC.

## Lage und Nutzung
Die Hochrieshütte ist ein beliebtes Ausflugsziel unweit der Staatsgrenze zu Tirol mit weiter Aussicht über das Alpenvorland und zum Kaisergebirge. Das Schutzhaus ist fast ganzjährig geöffnet und dient als Stützpunkt bei Bergwanderungen und im Winter bei Skitouren. Die Hochries ist wegen der bis auf den Gipfel führenden Hochriesbahn, die 2019/20 modernisiert wurde, ohne Anstrengung erreichbar und besonders bei Wanderern und Paraglidern beliebt. Außerdem ist die Hochrieshütte ein Stützpunkt auf größeren Touren durch die Chiemgauer Alpen und auf dem Weitwanderweg Königssee–Bodensee, dem Maximiliansweg.

## Zugänge
- Von Grainbach (700 m, Parkplatz Hochriesbahn) über Moseralm und Seitenalm, leicht, Gehzeit: 2½ Stunden
- Von Sagberg (800 m) bei Frasdorf über Frasdorfer Hütte und Riesenhütte, leicht, Gehzeit: 3½ Stunden
- Von Aschau im Chiemgau über Hofalm und Riesenhütte, leicht, Gehzeit: 3½ Stunden
- Vom Wanderparkplatz beim Gasthaus Duft (800 m) über Spatenaualm und Seitenalm, leicht, Gehzeit: 2½ Stunden
- Mit der Hochriesbahn zur Bergstation und von dort in 5 Gehminuten zur Hütte

## Übergänge
- Riesenhütte (1345 m) (nicht bewirtschaftet) über Nordostseite, leicht, Gehzeit: 45 Minuten
- Klausenhütte (1510 m) (nicht bewirtschaftet) über Abergalm und Klausenberg, leicht, Gehzeit: 2½ Stunden
- Spitzsteinhaus (1265 m) über Klausenhütte, Feichtenalm und Brandelberg, mittel, Gehzeit: 5 Stunden

## Gipfelbesteigungen
- Karkopf (1496 m) über Verbindungsgrat, mittel, Gehzeit: 45 Minuten
- Feichteck (1514 m) über Karkopf, mittel, Gehzeit: 1½ Stunden
- Riesenberg (1450 m) über Riesenhütte, leicht, Gehzeit: 1 Stunde
- Predigtstuhl (1494 m) über Abergalm, leicht, Gehzeit: 1½ Stunden